# José Tovar
José Luis Tovar – wenezuelski zapaśnik walczący w obu stylach. Zajął czwarte i piąte miejsce na igrzyskach panamerykańskich w 1979. Zdobył pięć medali na igrzyskach Ameryki Środkowej i Karaibów, srebro w 1983 i 1986. Mistrz igrzysk boliwaryjskich w 1977 i 1981 w stylu wolnym, a także w 1985 roku w obu wagach.